# 2013 en Nouvelle-Zélande
Cet article présente les faits marquants de l'année 2013 en Nouvelle-Zélande.

## Évènements
- 24 février : Décès de l'artiste Ralph Hotere (né le 11 août 1931), « perçu comme l'un des plus importants artistes néo-zélandais contemporains »[1].

- 17 avril : Le Parlement adopte une proposition de loi autorisant le mariage homosexuel. La proposition avait été déposée par la députée travailliste Louisa Wall, et soutenue par le Premier ministre conservateur John Key. Après avoir autorisé les unions civiles en 2005, la Nouvelle-Zélande devient ainsi le treizième pays au monde (et le premier en Océanie) à légaliser le mariage pour les couples de même sexe[2].

- 7 juin : Peter Dunne, ministre du Revenu, démissionne du gouvernement, ayant été accusé d'avoir transmis secrètement à la presse un rapport confidentiel sur des activités des services de renseignement[3].

- 22 août : Le chef de l'opposition officielle, le Travailliste David Shearer, démission de ses fonctions, estimant ne plus bénéficier de la confiance de son camp au Parlement[4].